# 吉他高手
吉他高手（GuitarFreaks，簡稱 GF）是由日本遊戲機公司KONAMI 旗下音樂遊戲部Bemani推出的第四款遊戲（頭三款為Beatmania、Pop'n Music 及 勁爆熱舞）。第一代遊戲於1999年2月於日本推出，而截至2011年3月共推出十九代（第十九代為 GuitarFreaks V8）。由第十二代開始，GuitarFreaks 稱為 GuitarFreaks V，以便與對應的另一款打鼓機遊戲DrumMania有同樣的名字（DrumMania V）。已經推出了三個系列。主機可對應的另一款鼓機遊戲 DrumMania進行連線聯玩。
第一個系列已推出19代作品，使用傳統3鍵吉他主機，由第12代開始，改以「V」命名。最後一代是2011年3月發行的第19代 GuitarFreaks V8。
第二個系列 GuitarFreaks XG，使用新式5鍵吉他主機有別於第一個系列作品，模擬玩法類似吉他英雄；最後一代是2012年2月發行的 GuitarFreaks XG3。
第三個系列 GITADORA，沿用XG的新式5鍵吉他主機，但介面設計有大幅度修改，最新一代是2022年12月發行的 GITADORA FUZZ-UP。

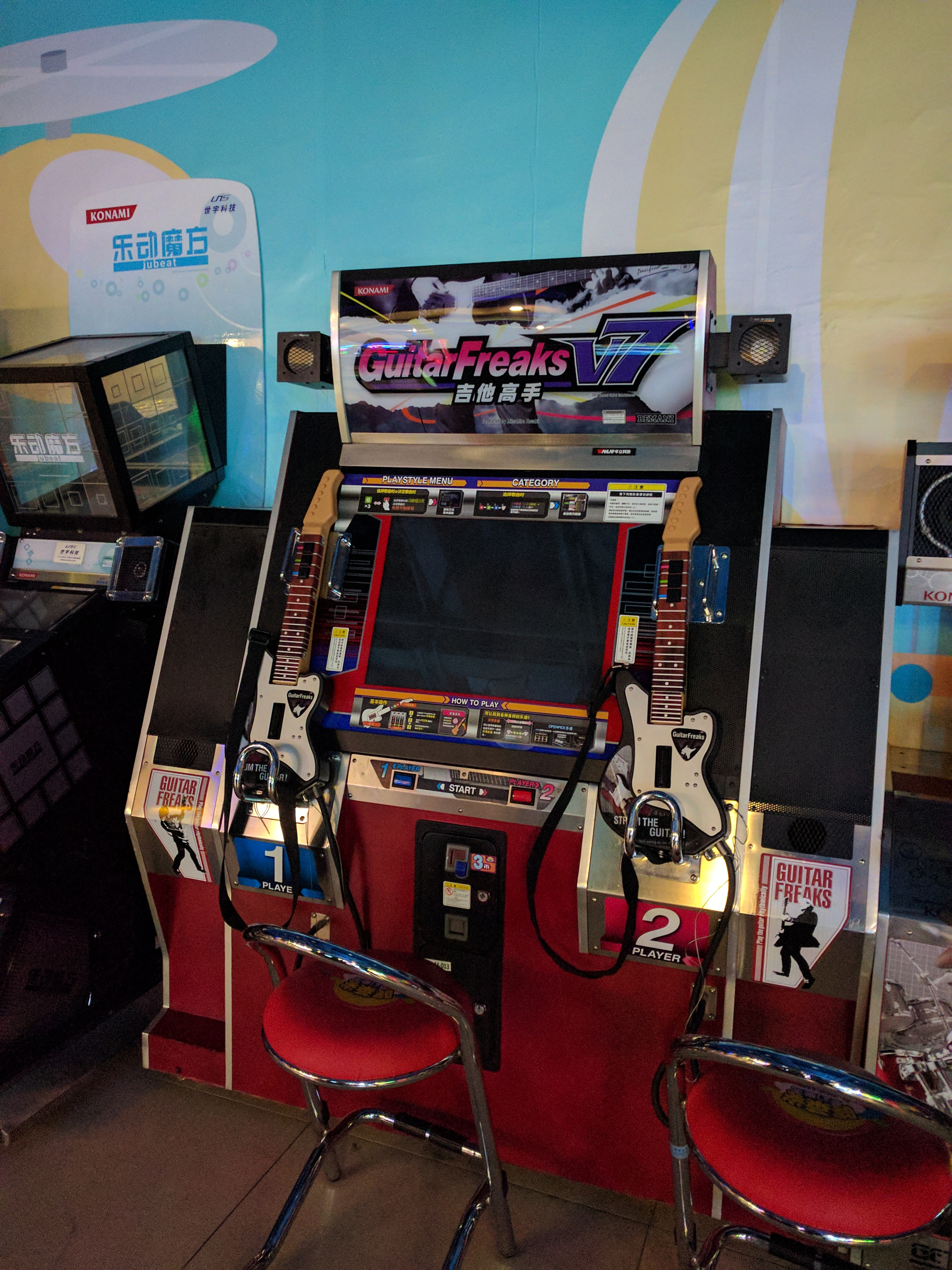
吉他高手V7版本

## 控制及主機
- GuitarFreaks 街機版系列主機

以簡化了的吉他控制器為主，附有肩帶，方便遊玩時將控制器掛在身上。控制器右方有三個按鈕，依序為紅、綠、藍色的按鍵，下方則有一可上下撥動的彈奏鍵，模擬吉他彈奏。控制器内部还有感應器，在出现摇动音符时玩家需要摇动吉他琴颈。吉他控制器一共有兩個，可供兩人同時遊玩，並附有螢幕及喇叭，作為畫面及音樂播放。在螢幕下方有兩個確定鍵，於選擇歌曲或設定模式時使用。當選擇歌曲時，吉他控制器右方的紅、藍按鍵則充當左右選擇鍵。
- GuitarFreaks V 街機版系列主機

大致上與前一系列主機相似，但在吉他控制器左下方有一顆控制旋鈕，可在歌曲進行時改變彈奏的音色。由於轉換遊戲基板，採用PS2(V~V3)及WinXP Embedded(V4~V7)，遊戲歌曲數量、處理效能、畫面解析度、動畫質素皆大幅提升。V4之後的系列作，在選曲畫面時連按三下綠紐，可叫出"Playstyle Menu"，可設定譜面速度、隱藏、突現、自動彈奏等設定。V8為其最終作。
- GuitarFreaks XG 系列主機

這系列的主機把之前的主機完全改造，不但採用寬螢幕液晶電視和大型音箱，吉他控制器的按鈕更增加為紅、綠、藍、黄、紫5鍵，搖動感應也由過去的單方向增加到上搖、下搖、左右搖三種。比擬真實吉他之彈奏方式。前後共有三代。
- GITADORA 系列主机

整合V系列和XG系列的最新版本，控制器被缩减至一个，框體體積也較XG系列縮小。但繼承了XG系列的5键配置和譜面，只是搖動音符恢復了V系列的單向搖動。

## 遊戲玩法
遊玩時，玩家需要將吉他控制器如彈奏吉他般掛在身上，並按譜面上的顏色按下相應的顏色按鍵，於適當時間上或下撥動彈奏鍵奏出音樂過關。
遊戲首三代的模式和之後的不大相同，而各代間亦有不同的玩法，各種玩法細列如下：

### 普通模式（Standard）
- 每一代均有此模式，視各機台設定之不同，可進行二至五首歌曲。
- 譜面分為基礎（basic）、高階（advance）、及極限（extreme）三種難易度可供選擇（四代以前是以正常（normal），真實（real），專家級（expert real）來分級），唯有少數歌曲，僅有基礎及高階兩種難易度可供選擇。
- 在此模式下，生命棒失血後可補血，當生命棒完全空格時，會強制結束遊戲（Stage Failed）。

### 完整曲模式（Bonus track）
- 即為一首完整的歌曲，於5代時新增，並於10代時廢止。
- 一般來說，未更改設定時，每次遊戲都能夠選擇三首歌曲，但長曲則需要消耗二至三首歌曲
- 當評等超過標準之後，會多一首加演曲(Encore Stage)。
- GuitarFreaks 10thMIX之後取消Bonus Track模式，改為在Standard模式可選擇普通曲和完整曲。

### 初學者模式（Beginner）
- GuitarFreaks 8thMIX之後新增的模式(8代日版顯示為"入門"，其餘皆顯示為"Beginner")。
- 此模式通常可進行3~4首歌，譜面已簡化(V4之後標示為Easy難度)，第1首歌，生命棒完全空格時，亦不會強制結束遊戲，直至完成指定歌曲數目。
- 此模式可選擇的歌曲較少，而且不能調整歌曲難度和譜面速度。

### 組曲（NonStop）模式
- 六代開始出現。可一次遊玩4首歌。
- 在進行遊戲前，需先選擇4首歌曲。進行遊戲時，一旦生命棒被扣減就不再回升，但每次扣減幅度會比其他模式少。
- 當生命棒完全空格時，便會強制結束遊戲。

### 對戰模式（Battle）
- V3代新增對戰（Battle）模式，並可細分為"全國對戰"、"店內對戰"和"與電腦對戰"等3種。
- 只有在單人遊玩時（即只有一人使用吉他控制器時），才可以選擇"全國對戰"。
- 對戰模式下，電腦會於網際網絡或店內連線尋找對手，並一人選擇一首歌進行對戰。
- 每次對戰模式都會有兩次對戰，一共可進行四首歌，而即使生命棒被完全扣減亦不會強制結束遊戲。
- 如果在限制時間內找不到對手，電腦便會自動模擬出一個對手進行對戰。(簡單來說就是由電腦出戰)

### 大會模式（Grand Prix）
- V4代開始新增大會模式，可一次玩四首歌。
- 不同的大會有不同的規定期限，在此期限前的積分會累積，累積的積分大會會依積分排名給予獎勵積分。
- 此模式於V6代被廢止，取而代之的是QUEST MODE。

### 經典模式（Classic）
- XG、XG2的獨有模式，复原了V系列的三键玩法及谱面，使用e-AMUSEMENT PASS時紀錄下的遊戲成績數據可以和V系列共享（1代对应V7；2代对应V8）。
- Classic譜面於 GITADORA EXCHAIN 中重新加入,並另外計算分數數據。

## 難度與選曲
自第五代開始，每一首歌的難度都由一個兩位數值（即 10-99）取代原有以星星數目表示難度，越大的數值也代表歌曲的難度越大。
一般來說，基本（basic）譜面的難度數值多介乎10至40，進階（advance）譜面介乎30至70，而狂熱（extreme）譜面則會有50以上的難度。
XG系列的歌曲難度，會是由個位數加上兩位小數（即 1.00-9.99)表示難度。
初心（Basic）譜面的難度數值多介乎1.00至3.00，正常（Advanced）譜面介乎3.00至5.00，專家（Extreme）譜面介乎5.00-7.00，大師（MASTER）譜面則會有7.00以上的難度。

## E-amusement與累積分數
自第七代開始，DrumMania 與 GuitarFreaks 均推出了 E-amusement，玩家可購買一張 E-amusement 專用的卡，並在有支援 E-amusement 的 DrumMania 使用。E-amusement 可讓玩家在 DrumMania 有各自的用戶名字，並根據遊戲表現累積分數，獲得隱藏的歌曲。

## 遊戲移植
與受歡迎遊戲一樣，GuitarFreaks系列亦有移植到家用主機中，到目前為止，Bemani共為GuitarFreaks推出了八款移植作品，移植之遊戲主機均為PlayStation平台。GuitarFreaks V3 & Drummania V3 已經移植到 PlayStation 2 上，成為該系列之第九集。
- PlayStation
  - GuitarFreaks
  - GuitarFreaks 2ndMIX APPEND
- PlayStation 2
  - DrumMania
  - GuitarFreaks 3rdMix & DrumMania 2ndMix
  - GuitarFreaks 4thMIX & DrumMania 3rdMIX
  - GuitarFreaks V & Drummania V
  - GuitarFreaks & Drummania MasterPiece SILVER(PS2獨佔)
  - GuitarFreaks & Drummania V2
  - GuitarFreaks & Drummania MasterPiece GOLD(PS2獨佔)
  - GuitarFreaks & Drummania V3